# Tarek William Saab
Tarek William Saab Halabi (El Tigre, 10 settembre 1962) è un politico, poeta e avvocato venezuelano. Ex leader studentesco, dal 1993 al 1998 è stato Capo dell'Ufficio per i diritti umani del Consiglio comunale di Caracas, dal 1998 al 1999 è membro del Congresso del Distretto Federale, dal 1999 è membro dell'Assemblea Nazionale Costituente, dal 2000 al 2004 è deputato al Consiglio Nazionale Assemblea dello Stato di Anzoátegui, di cui diviene poi Governatore dal 2004 al 2012. Nel 2014 l'Assemblea Nazionale lo ha eletto Difensore del Popolo. Nel 2017 è stato nominato Procuratore Generale della Repubblica dall'Assemblea Nazionale Costituente.

## Biografia
Nato in una famiglia di mercanti libanesi, Tarek William Saab comincia a scrivere all'età di quindici anni, pubblicando  poesie e articoli sul quotidiano Antorcha, della sua città natale. Leader studentesco e militante dei movimenti di estrema sinistra, già all'età di 14 anni Saab entrò in contatto con l'ex comandante del gruppo di guerriglia "PRV-Ruptura", Douglas Bravo, diventando suo assistente personale dalla fine degli anni '80 alla metà degli anni '90. 
Fu presidente del Centro Studentesco del Lycée Briceño Méndez dal 1978 al 1980 e della Federazione degli Studenti della Zona Sud dello Stato di Anzoátegui dal 1979 al 1980.
A Mérida, dal 1981 al 1982, ha presieduto il comitato dei diplomati delle scuole superiori senza quota dell'Universidad de los Andes. Ha studiato giurisprudenza all'Università Santa Maria de Caracas.
Ha conseguito un Master in Diritto Penale e in Studi sui Diritti Umani presso l'Università Centrale del Venezuela (UCV).

## Carriera
Attivista per i diritti umani, è uno dei più noti sostenitori del presidente Chávez. È stato membro dell'Assemblea Nazionale Costituente dal 1999 al 2000, poi membro dell'Assemblea Nazionale dal 2000 al 2004. Delegato del Movimento della Quinta Repubblica, è stato Governatore dello Stato di Anzoátegui dal 2004 al 2012, poi divenne difensore civico dal 22 dicembre 2014.
Il 5 agosto 2017 l'Assemblea Costituente lo ha nominato Procuratore Generale della Repubblica dopo aver "sospeso" Luisa Ortega Díaz.
Nella Caserma di San Carlos incontra il tenente colonnello Hugo Chávez, uno dei capi del colpo di Stato del 1992, che difende con un gruppo di avvocati, riuscendo a fargli ottenere il perdono del presidente Rafael Caldera nel 1994. Nello stesso anno è stato nominato dal Venezuela per il premio internazionale per i diritti umani “Reebok Human Rights Award”.
Nel 1997 è stato nominato coordinatore del Comitato per la difesa delle sparizioni politiche venezuelane negli anni '60, '70, '80 e '90. Fa parte di vari comitati per i diritti umani e organizzazioni non governative come la Commissione Giustizia e Pace di Petare.

### Membro del Parlamento
Dopo il rilascio di Hugo Chávez, diventa collaboratore del Movimento Rivoluzionario Bolivariano-200 (MBR-200), il più vicino antecedente del Movimento della V Repubblica (MVR), con il quale sostenne attivamente la candidatura di Chávez alla presidenza nel dicembre 1998. Grazie a questa organizzazione politica viene eletto deputato al Congresso Nazionale nelle elezioni dello stesso anno, ricoprendo la carica di presidente della Commissione Cultura della Camera dei Deputati. Viene poi eletto membro dell'Assemblea Nazionale Costituente per la stesura della nuova Costituzione del 1999, Assemblea nella quale ha presieduto la Commissione per i diritti umani, coordinando la redazione del Titolo 3 su Doveri e Diritti Umani.
Dopo l'istituzione di una nuova costituzione, nel 2000 si tengono nuove elezioni generali e ottiene la carica di deputato all'Assemblea nazionale, divenendo presidente della Commissione di politica estera, carica che gli consente di accompagnare il presidente Hugo Chávez nei suoi tour internazionali. Quell'anno, come parte della delegazione ufficiale del presidente venezuelano, visiterà dieci paesi membri dell'OPEC.

### Colpo di Stato dell'11 aprile
Quando scoppiò il colpo di Stato dell'11 aprile 2002, Saab stava partecipando a una seduta convocata dall'Assemblea nazionale. Al termine della seduta, partì con altri deputati verso il Palazzo di Miraflores per sostenere il presidente Hugo Chávez. Alle 23, dopo il colpo di Stato e dopo aver parlato con il presidente, alcuni deputati decisero di mettersi in salvo. 
Dopo il fallimento del golpe, Saab viene arrestato da una commissione DISIP e rinchiuso nel seminterrato dell'Helicoid, con l'attivista chavista Lina Ron.
A causa delle pressioni da parte dei gruppi per i diritti umani, Saab viene rilasciato nel pomeriggio del 13 aprile. Dopo la sua liberazione ha riferito di aver ricevuto varie minacce durante la sua detenzione, e di essere stato portato davanti a tribunali militari per essere poi aggredito durante il suo trasferimento.
I deputati Saab ed Edgar Zambrano (deputato del Partito d'azione democratica), presiedettero la commissione dell'Assemblea nazionale che indagò sugli eventi del colpo di Stato e finì per identificare i soldati coinvolti.

### Governatore dello Stato di Anzoategui

#### Periodo 2004-2008
Nel 2004, Saab decise di lasciare le sue funzioni di deputato nazionale per candidarsi come governatore del suo stato natale, Anzoátegui, per l'MVR. Il 31 ottobre ottenne il 57% dei voti (187.209), sconfiggendo il candidato dell'opposizione Antonio Barreto, succedendo a David De Lima e diventando il quinto governatore di Anzoátegui. 
Dopo lo scioglimento del MVR, entrò a far parte del Partito Socialista Unito del Venezuela (PSUV). Durante il suo periodo come Governatore dello Stato di Anzoátegui, è riuscito a realizzare importanti opere infrastrutturali e culturali.

#### Periodo 2008-2012
Nel giugno 2008, Saab vinse le elezioni interne del suo partito per ottenere la riconferma al governo di Anzoátegui nelle successive elezioni regionali. Il 23 novembre è stato rieletto con il 55% dei voti (311.344), battendo i candidati dell'opposizione Gustavo Marcano e Benjamin Rausseo. 
Durante questo nuovo periodo come governatore, ha inaugurato nuove opere infrastrutturali

### Difensore civico
Il 22 dicembre 2014 Saab è stato nominato difensore civico dall'Assemblea nazionale. In quel periodo era membro della Commissione Giustizia e Verità, a cui ha prestato giuramento il 27 febbraio 2014 con la funzione di indagare su omicidi, torture, sparizioni e violazioni dei diritti umani commessi dal 1958 al 1998.
Saab ha garantito che nel 2015 sono stati trattati 30.418 reclami e 40.000 casi sono stati risolti.
Attraverso la Divisione Penale della Corte Suprema di Giustizia (TSJ), Saab ha interceduto davanti alla magistratura per chiedere il rilascio di misure umanitarie per i cittadini privati della libertà che vivevano in precarie condizioni di salute. Ha anche negoziato il rilascio dei politici Yon Goicoechea e Wilmer Azuaje, 14 agenti di polizia del comune di Chacao, e il cambio dell'arresto del leader dell'opposizione Leopoldo López con gli arresti domiciliari.
Inoltre, Saab ha condannato la partecipazione di minori incappucciati alle manifestazioni dell'opposizione e gli attacchi degli attivisti chavisti contro i deputati dell'opposizione nell'Assemblea nazionale. Ha sostenuto le sanzioni contro i funzionari della Guardia nazionale venezuelana sospettati di aver ucciso il giovane Fabián Urbina.
Nel 2017 si è recato in visita ufficiale in Libano e ha incontrato il presidente libanese Michel Aoun e il presidente del parlamento Nabih Berri.

### Consiglio morale repubblicano
Alla fine del 2016, Tarek William Saab è stato nominato presidente del Consiglio morale repubblicano. Questo organismo governativo è composto dall'Ufficio del Difensore civico, dall'Ufficio del Procuratore generale e dall'Ufficio del Controllore generale. Nel 2017 è stato confermato nella stessa posizione.

### Procuratore Generale della Repubblica
Il 5 agosto 2017 la procuratrice Luisa Ortega Días è stata sospesa dalla carica di procuratore generale della repubblica, ad altri suoi collaboratori è stato congelato il patrimonio, e gli è stato proibito di lasciare il Paese. Nel primo giorno della sua sessione, l'Assemblea Nazionale Costituente ha ricevuto la sentenza della Corte Suprema di Giustizia che annunciava la destituzione di Luisa Ortega Díaz.
In assemblea costituente, Diosdado Cabello propose il licenziamento di Ortega Díaz e la nomina di Tarek William Saab a procuratore generale "provvisorio". William Saab è stato nominato nuovo procuratore capo lo stesso giorno. Cabello ha giustificato la richiesta dicendo: "Questo non può essere lasciato in bianco perché genererebbe un problema che abbiamo già avuto con l'inerzia dell'accusa".
Dal suo arrivo al Pubblico Ministero, Saab ha intrapreso riforme come la creazione della Procura nazionale specializzata in fauna domestica e selvaggia, la Procura nazionale specializzata in reati di tratta delle donne, la Procura nazionale specializzata nella tratta di bambini e adolescenti, la Scuola nazionale dei pubblici ministeri e un piano per accelerare la consegna dei veicoli rubati.
Per quanto riguarda il caso noto come "Cadivi-Cencoex", Saab ha assicurato che a questa indagine sono state aggiunte 200 nuove società per sopravvalutazione e appropriazione indebita. A seguito di queste indagini, 21 uomini d'affari accusati di svolgere attività fraudolente sono stati privati della libertà. Annuncia inoltre l'apertura di due inchieste: una contro Juan Pablo Guanipa, e un'altra contro Rafael Ramírez per la sua relazione con Diego Salazar Carreño, legata alle indagini sulla "causa Andorra". Saab ha affermato che 18 funzionari della PDVSA sono stati catturati.
Nel febbraio 2016, il vice di Stato Apure Julio Montoya ha denunciato una rete di corruzione e riciclaggio di denaro presso la Banca di Andorra, di cui facevano parte Nervis Villalobos e Diego Salazar Carreño. Montoya ha accusato anche l'ex viceministro dello sviluppo energetico e l'ex presidente dell'elettricità di Caracas (EDC) Javier Alvarado Ochoa, l'ex direttore della direzione dei servizi di intelligence e prevenzione (DISIP) Carlos Luis Aguilera e l'ex viceministro degli interni e della sicurezza dei cittadini Alcides Rondò. Nessuna indagine è stata aperta su questa denuncia.
Il 19 dicembre 2017 Saab comunica lo smantellamento del cartello El Malecón, a seguito dell'arresto di Yoel Palmar, accusato di traffico aggravato di stupefacenti e sostanze psicotrope. Durante questa operazione, 13 persone sono state arrestate, tra cui Jeffry Rojas, il coordinatore della sicurezza e della piattaforma della compagnia aerea Laser, oltre a diversi funzionari della Guardia nazionale venezuelana. Questa cattura è stata possibile grazie all'intercettazione di una telefonata.
Saab è stato nominato presidente della Commissione per la verità dall'Assemblea nazionale il 14 giugno 2018, in vista della nomina della costituente Delcy Rodríguez a vicepresidente del Venezuela. Il 26 settembre Saab denuncia l'appropriazione indebita di 100 milioni di dollari da parte di PDVSA Gas Colombia. Sulla base di questa denuncia, sono stati emessi cinque mandati di cattura. I soggetti coinvolti sono accusati del reato di corruzione attraverso il patto tra un funzionario e un'impresa appaltatrice e l'associazione per commettere reati..
L'8 febbraio 2018, Saab ha mostrato la propria disponibilità a collaborare con la Corte penale internazionale nelle indagini relative a casi di violenza durante le proteste del 2017 in Venezuela. Poco dopo, il 15 agosto, Saab ha annunciato l'arresto di 14 persone coinvolte nell'attacco con i droni al presidente Nicolás Maduro.
Il 25 luglio 2019, Saab ha affermato che durante il suo mandato sono state emesse 3.203 condanne per reati legati al traffico di droga. Dopo l'avvio di un dialogo tra il governo di Nicolás Maduro e l'opposizione, il 18 settembre Saab ha annunciato la liberazione del vicepresidente del parlamento, Edgar Zambrano. Il giorno successivo, 19 settembre, riferì che durante il suo mandato c'erano state 2.779 condanne per reati di omicidio. Poi, il 17 ottobre, annunciò la liberazione di 24 detenuti, nel quadro degli accordi del “Tavolo di dialogo”. Alla fine di quell'anno, il 10 dicembre, ottenne la condanna di 131 funzionari pubblici coinvolti in atti di violazione dei diritti umani, tra cui due funzionari condannati a 30 anni di carcere, accusati di aver tentato di assassinare e accecare il giovane Rufo Chacón. 
Il 27 gennaio 2020 Saab ha annunciato le accuse di 4.335 persone, di cui 1.340 condannate, relative a 8.966 casi di abusi sessuali su minori. Due giorni dopo, il 29 gennaio, ha annunciato l'arresto in Venezuela di Aída Merlano, un deputato colombiano latitante. Il 20 febbraio ha sequestrato 88 tonnellate di stupefacenti e 42 aerei legati al loro traffico. Su 26.052 casi, sono state presentate 37.490 incriminazioni, 11.611 incriminazioni e 3391 condanne per questi crimini.
Nel luglio 2020, l'Alto Commissario delle Nazioni Unite (ONU) per i diritti umani, Michelle Bachelet, ha presentato un rapporto in cui riconosce il lavoro di Tarek William Saab e del suo team nel servizio di accusa in difesa dei diritti umani. In questo senso, il documento ha evidenziato: l'operato del Pubblico Ministero a favore della giustizia e in materia di tortura e maltrattamenti e la sua azione diligente di fronte ai decessi avvenuti nel centro penitenziario di Los Llanos. Il risultato fu l'indagine di Michel Bachelet sull'azione della procura venezuelana dal suo incontro con Saab a Caracas nel giugno 2019. Il 14 settembre, in un discorso alla 45ª sessione del Consiglio per i diritti umani a Ginevra (Svizzera), Bachelet prende atto della collaborazione del procuratore generale, Tarek William Saab per promuovere lo scambio di informazioni su casi individuali e situazioni di diritti umani, aggiungendo che Saab "ha ratificato il suo impegno a portare avanti le indagini su 58 presunti casi di esecuzioni extragiudiziali perpetrate dalle forze di sicurezza e in 35 casi di decessi documentati dal mio ufficio nel contesto di manifestazioni".
Nell'ambito delle indagini sugli abusi della polizia, Saab ha annunciato le indagini su diversi agenti di polizia per violenze commesse contro i detenuti, nonché l'arresto di diversi capi di polizia FAES per l'omicidio di due giornalisti di Guacamaya TV, di quattro membri della Guardia Nazionale Bolivariana per la morte di un cittadino durante una manifestazione contro la carenza di benzina e di cinque membri della FAES per i decessi avvenuti sull'autostrada Caracas-La Guaira.

## Sanzioni
Saab è stato sanzionato da diversi paesi per le sue presunte azioni, nell'ambito delle sanzioni contro il governo di Maduro e i principali funzionari venezuelani a partire dalla crisi costituzionale del 2017 e dalle elezioni dell'assemblea costituente. In quello stesso anno gli vennero imposte sanzione da parte degli Stati Uniti d'America (assieme ad altre 13 persone), e del Canada  (assieme a 40 persone). Nel 2018 seguiranno altre sanzioni da Unione Europea (per aver appoggiato azioni repressive contro gli oppositori), Svizzera, Messico e Panama.
Infine dal 2019 gli è vietato l'ingresso in Colombia assieme ad altri 200 esponenti politici e funzionari del governo venezuelano.

## Opere letterarie
Saab iniziò a scrivere poesie all'età di quattordici anni, mentre ancora studiava alla Briceño Méndez High School di El Tigre, Anzoátegui. Poco dopo riuscì a pubblicare le sue poesie su Antorcha, un giornale della sua città. Negli anni '80 pubblica le sue poesie nella sezione "Carta letteraria" del famoso quotidiano El Nacional. Nelle sue prime poesie, i poeti americani della "beat generation", come Jack Kerouac e Allen Ginsberg, il movimento di controcultura hippie e il romanziere tedesco Hermann Hesse, sono le sue maggiori influenze. All'inizio, la sua la poesia aveva un significato sociale legato alla tradizione latinoamericana, la stessa che caratterizzò i poeti Juan Gelman, Ernesto Cardenal, Roque Dalton e Víctor Valera Mora. In seguito la sua letteratura diventa più personale, attenta ai suoni del paesaggio, alla religiosità, al linguaggio dell'amore e della ribellione individuale. Ciò può essere visto in particolare nell'edizione del libro di poesie Príncipe de Lluvia y Duelo ("Principe della pioggia e del duello"). Finora ha curato undici libri.
Nel 1993 ha partecipato al “Incontro Iberoamericano dei Giovani Scrittori - Letteratura e Impegno” tenutosi a Malaga, in Spagna. Lì intervista Mario Benedetti e Juan Goytisolo. Questi articoli sono stati pubblicati sui giornali Últimas Noticias e El Nacional.
Juan Liscano, Jesús Sanoja Hernández, Gustavo Pereira, Luis Alberto Crespo e Víctor Bravo, tra gli altri grandi scrittori, diedero alla sua opera letteraria la loro approvazione e buone recensioni.
“La poesia di Tarek William Saaab fa parte del quadro naturale delle reazioni profonde dell'anima umana per creare società giuste. Dirò di più: che la poesia in più parti costituisce nella sua essenza spirituale il salvataggio della teologia rivoluzionaria come dottrina di salvezza". 
Il suo libro Los Niños del Infortunio ("The Children of Misfortune". Cuba, 2006) è stato tradotto in inglese, francese e cinese ed è circolato in diversi paesi dell'America Latina. Saab ha scritto questo libro dopo essere stato invitato dal presidente cubano Fidel Castro, da un'intervista che ha condotto con il procuratore cubano nel 2005 all'Avana, a visitare la missione medica cubana in Pakistan. Questo testo è stato presentato alla fiera del libro nella capitale cubana nel 2006, alla presenza di Castro e Hugo Chávez. Fu Chávez a dargli il soprannome di El Poeta de la Revolución ("Il poeta della rivoluzione").

### Libri
- Los ríos de la ira - “I fiumi della rabbia” (Caracas, 1987).
- El Hacha de los Santos - "L'ascia dei santi" (Caracas, 1992).
- Príncipe de lluvia y duelo - "Principe della pioggia e del duello" (Caracas, 1992).
- Al Fatah (Messico, 1994).  •Ángel Caído Ángel - "Angelo caduto" (Caracas, 1998).
- Cielo a media asta - “Cielo a mezz'asta” (Argentina, 2001. Venezuela, 2003. Cuba, 2003).
- Cuando pasen las carretas - “Quando passano i carri” (Caracas, 2004).
- Poemas selectos - “Selezione di poesie” (Colombia, 2005).
- Los niños del infortunio - “I figli della sfortuna” (Cuba, 2006. Cina, 2007).
- Memorias de Gulan Rubani - “Memorie di Gulan Rubani” (Caracas, 2007).
- Un paisaje boreal - “Un paesaggio boreale” (Valencia, 2008. Caracas, 2009).[82][83]

### Poesie note
- Este poema es una apuesta de amor - "Questa poesia è una scommessa d'amore".
- El fuggitivo - "Il fuggitivo".
- Espresso de oriente - "L'Orient Express".
- Crepúsculo del hombre bajo el árbol - "Il crepuscolo dell'uomo sotto l'albero".
- Flauta dulce per una tonta canción. "Flauto morbido per una canzone sciocca".
- Oración desde una tumba de madera. “Preghiera da una tomba di legno”.
- Memoria di Gulan Rubani. “Memorie di Gulan Rubani”.
- Butanta. Salmo. "Salmo".
- Piedra di Jerico. "Pietre di Gerico".
- Guaimaro.
- Un paesaggio boreale. “Un paesaggio boreale”.

### Riconoscimenti
- Menzione d'Onore al “Premio Internazionale per la Poesia Latinoamericana Ko-Eyù” (1986).
- Finalista della III Biennale “Francisco Lazo Martí” dell'Ateneo de Calabozo (1987).
- Primo finalista della I Biennale di Letteratura Neospartana “Ángel Félix Gómez” (1991).
- Menzione d'Onore alla Biennale di Poesia “Daniel Camejo Acosta” (Portoghese) (1991).
- Premio di poesia dell'Università Centrale del Venezuela (1991).
- Premio di poesia “Esta tierra de gracia”, Ramos Sucre. (1992).
- Primo finalista al Conac Poetry Prize (1999).
- Omaggio al 13º Festival Mondiale della Poesia “Quando la terra sfiora” (2016).[84]